# اللجنة الرابعة للجمعية العامة للأمم المتحدة
اللجنة الرابعة للجمعية العامة للأمم المتحدة (وتسمة أيضا لجنة المسائل السياسية الخاصة وإنهاء الاستعمار)، هي إحدى اللجان الست الرئيسية للجمعية العامة للأمم المتحدة والمعنية بقضايا إنهاء الاستعمار، واللاجئين الفلسطينيين وحقوق الإنسان، وحفظ السلام، ومكافحة الألغام، والفضاء الخارجي، والإعلام الجماهيري، والإشعاع الذري وجامعة السلام.

## البث الشبكي
تساوقا مع قرار الجمعية العامة 246/66 ، تبث الجلسات الرسمية للجنة بثا شبكيا مباشرا على تلفاز الأمم المتحدة الشبكي. ويمكن مشاهدة محفوظات مقاطع الفيديو  في الصفحة المخصصة للجنة. ومما يجدر الإشارة إليه أن البث المباشر للاجتماعات الرسمية متوافر دوما باللغات الرسمية الست بالإضافة إلى اللغة الأصلية للمتحدث إذا لم تكن إحدى تلك اللغات الرسمية.